# ジョセフ＝ルイ＝アシーユ・ジョワイヨー
ジョセフ＝ルイ＝アシーユ・ジョワイヨー（Joseph-Louis-Achille Joyau 1831年-1872年）は、フランスの建築家。
1854年にボザールに入学し、ジルベールやケステルの下で学ぶ。1860年には皇帝離宮のテーマでローマ賞を受賞。留学中はエジプトのヘリオポリス神殿の復原を試み、その結果1867年の万国博で賞に輝く。
ジョワイヨーの古代建築復原図は高い評判を呼び、1868年のサロンに展示されたボンベイ壁画復原原図も注目を浴びた。